# Korallblylav
Korallblylav (Parmeliella triptophylla) är en lavart som först beskrevs av Erik Acharius, och fick sitt nu gällande namn av Johannes Müller Argoviensis. Korallblylav ingår i släktet Parmeliella och familjen Pannariaceae.  Arten är reproducerande i Sverige. Inga underarter finns listade i Catalogue of Life.

## Källor

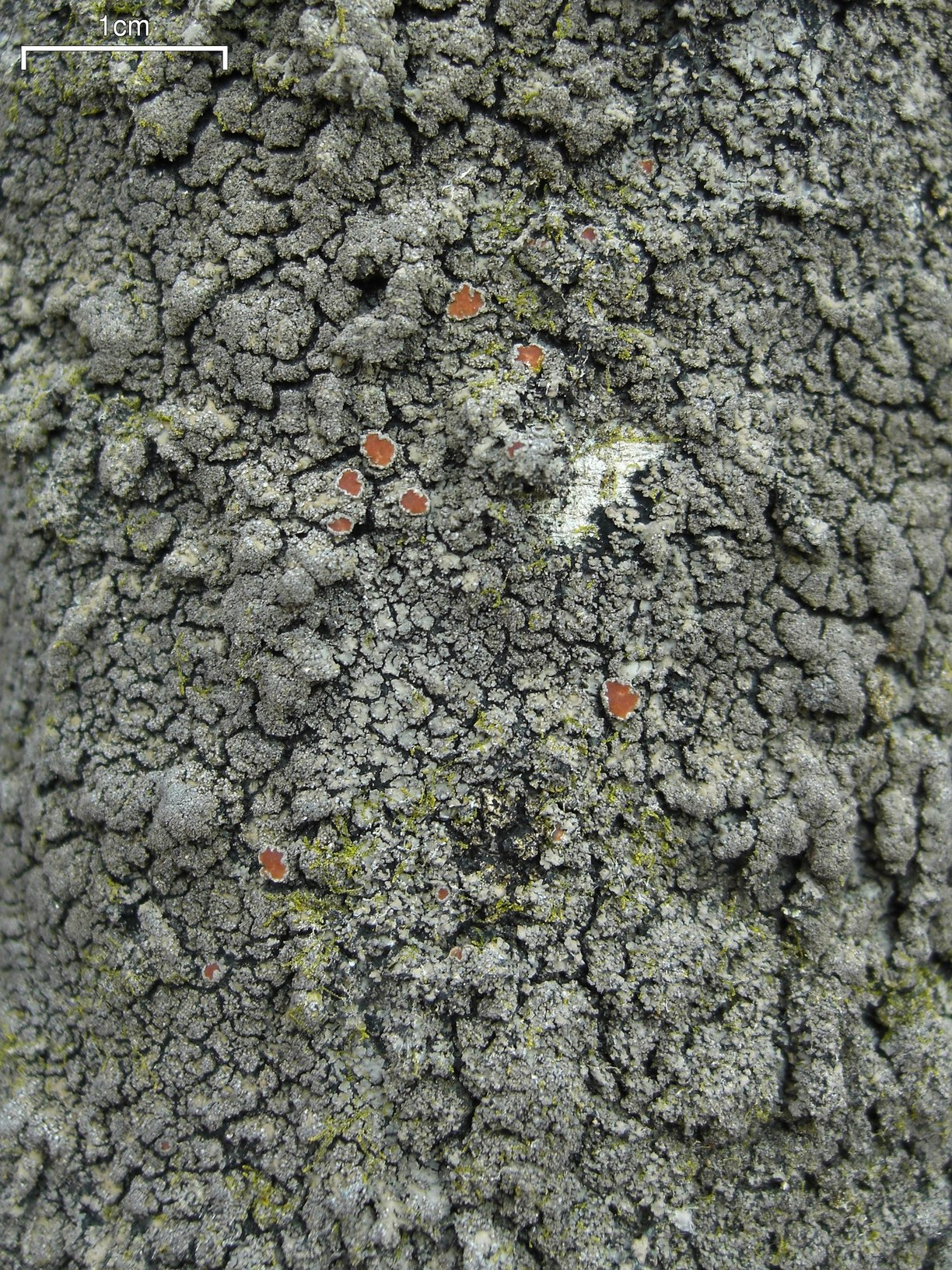
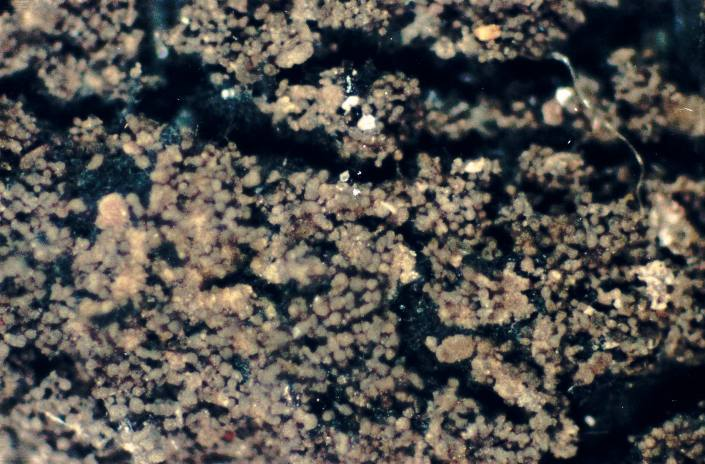
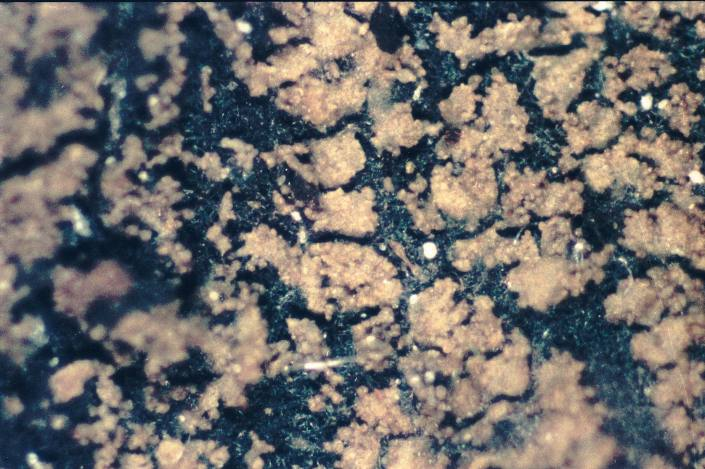
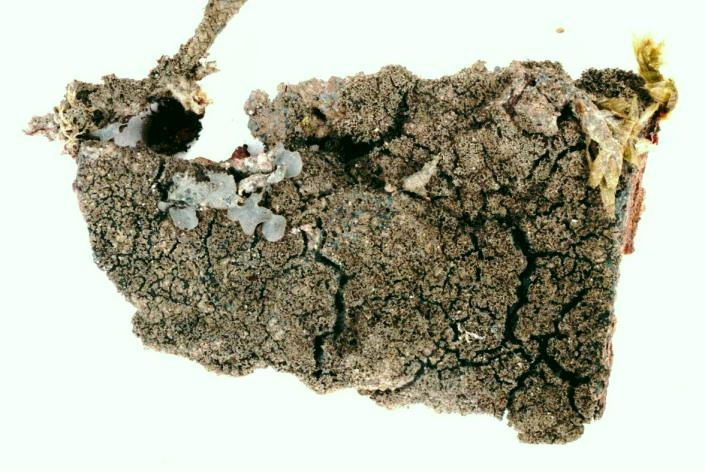